# Hlava Franze Kafky
Hlava Franze Kafky je venkovní mechanická socha od výtvarníka Davida Černého vyobrazující českého německy píšícího spisovatele Franze Kafku. Busta se nachází na piazettě před obchodním centrem Quadrio v Praze poblíž Národní třídy a u stejnojmenné stanice metra. Byla odhalena 31. října 2014. Pohyblivá socha měří na výšku 10,6 metrů, je složena z 42 rotujících nerezových panelů, otáčejících se nezávisle na sobě. Váží celkem 39 tun, přičemž 24 tun má nerezový plech. Uvnitř se nachází 21 motorových modulů a 1 kilometr kabelů. Jedná se o kinetické umění.
Cena byla 30 milionů korun, zaplatil ji investor CPI Property Group společně s přilehlým komplexem Quadrio.

## Galerie

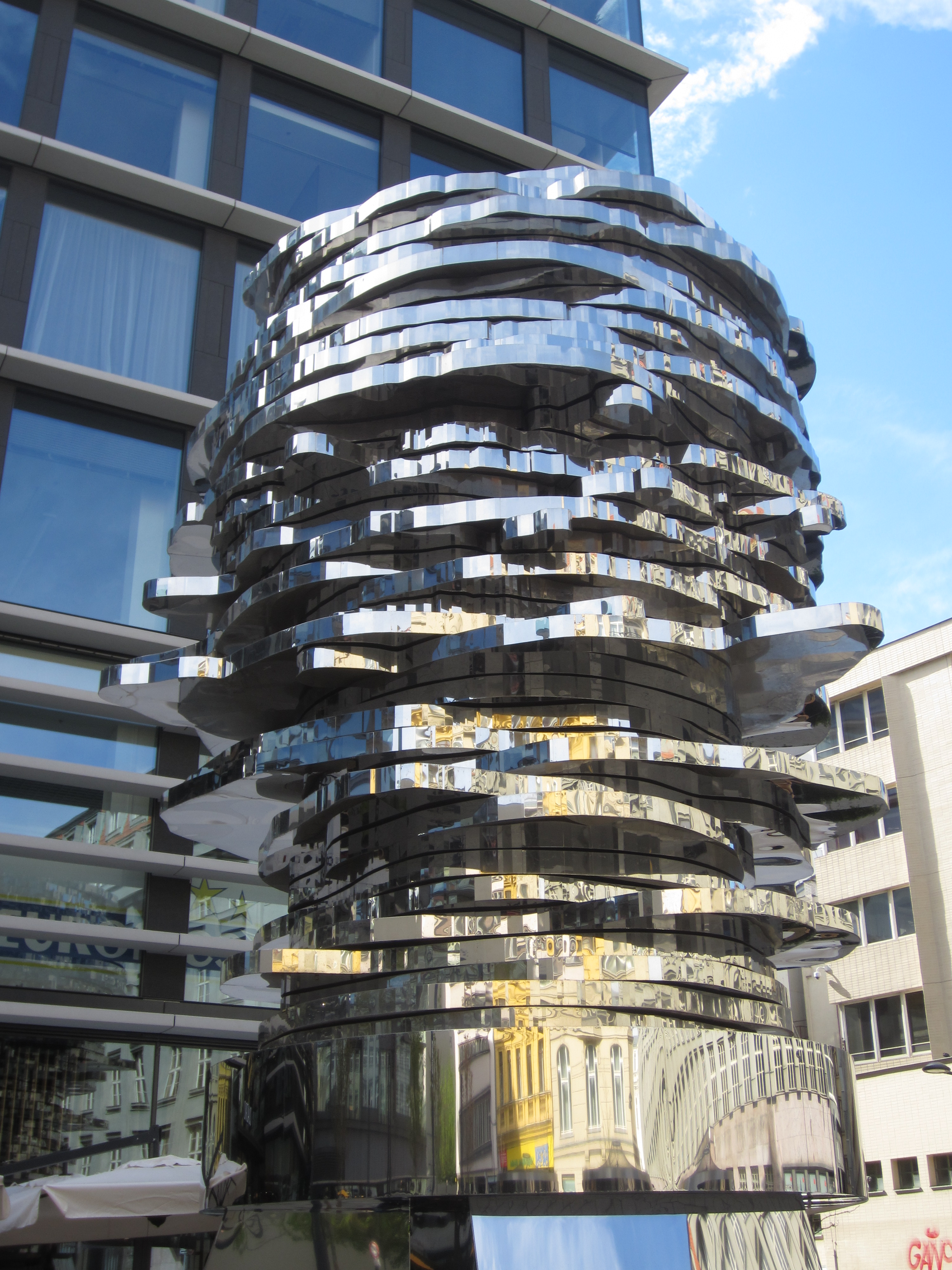
Socha během rotace jednotlivých prvků
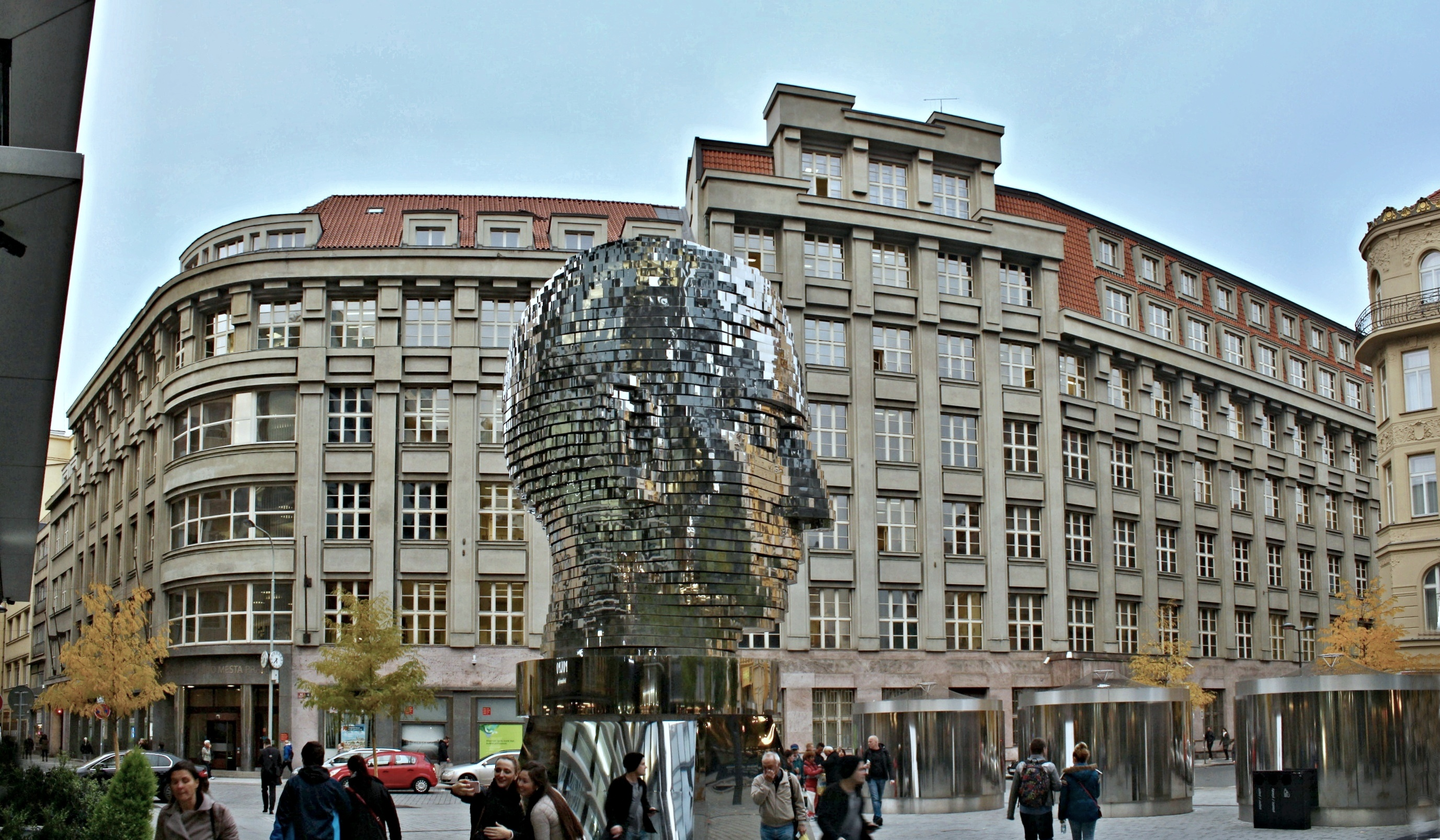
Socha při pohledu od Quadria, Škodův palác v pozadí
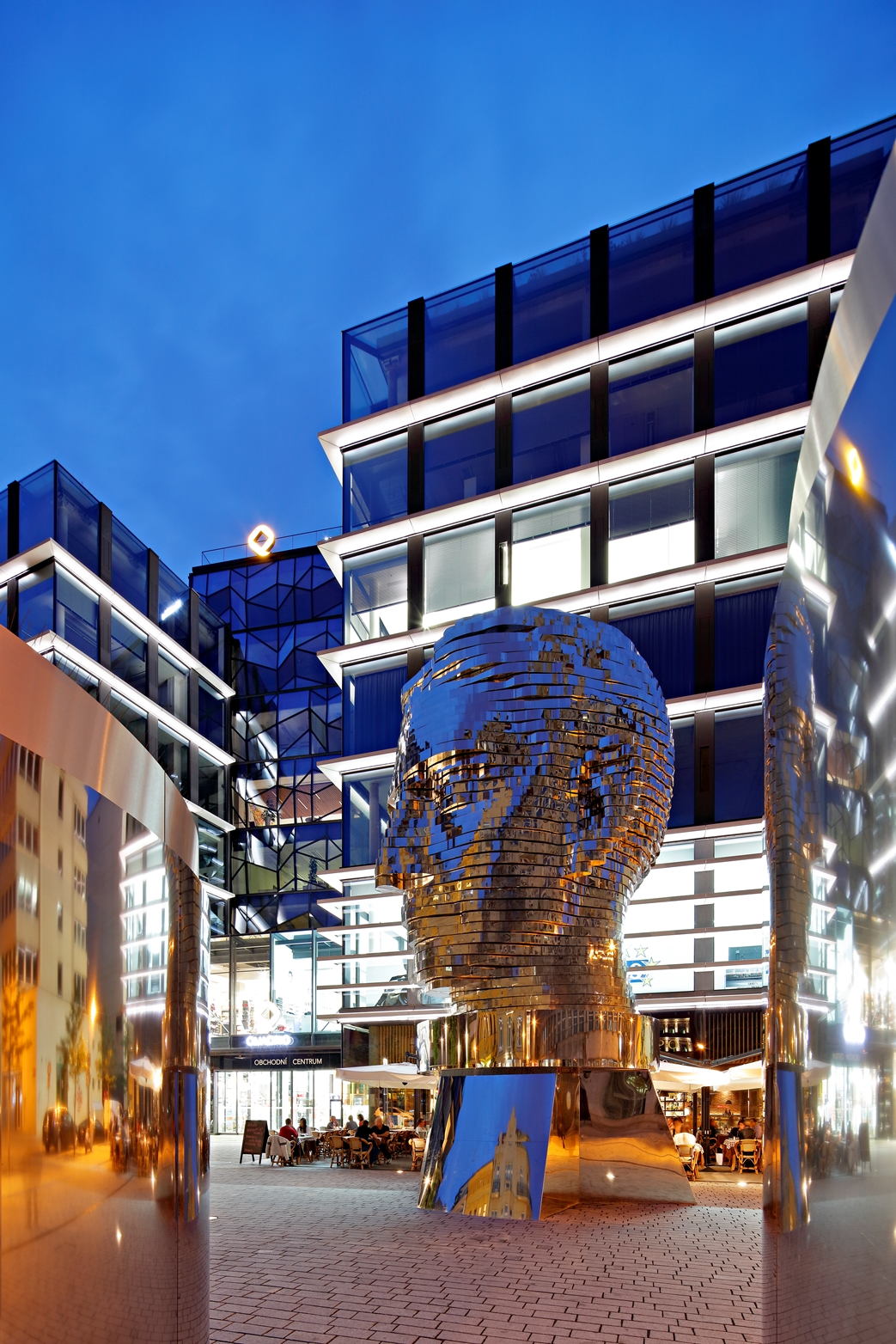
Socha v noci
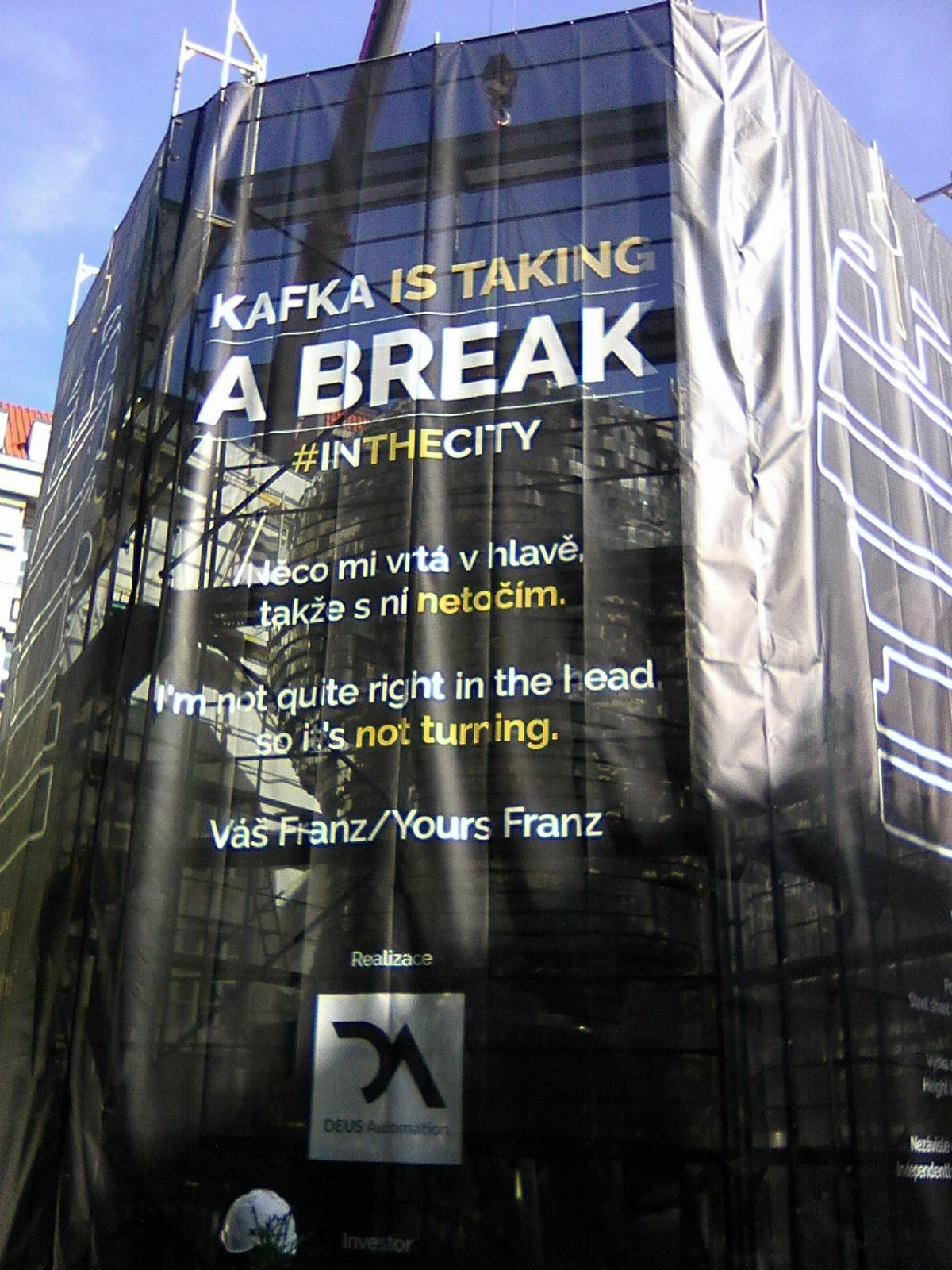
Údržba díla (říjen 2023)